# Angustalius philippiellus
Angustalius philippiellus là một loài bướm đêm trong họ Crambidae.